# Dansa moviment teràpia
La dansa moviment teràpia (DMT) és una disciplina emergent a Espanya, mentre que a països com els Estats Units o el Regne Unit està molt consolidada. Es defineix com l'ús psicoterapèutic del moviment i de la dansa dins d'un procés que persegueix la integració psicofísica de l'individu. Es basa en la connexió entre moció i emoció i treballa amb el cos i el seu propi llenguatge. Les seves aplicacions són molt diverses: van des de les psicopatologies com l'esquizofrènia i la depressió, les demències, l'autisme, la hiperactivitat, els trastorns alimentaris, les addicions, entre d'altres. A Catalunya cada vegada hi ha més projectes de DMT i ha arribat als hospitals, als centres d'educació espacial, residencies per gent gran, centres penitenciaris, etc.